# Vuelta a España 2025/11. Etappe
Die 11. Etappe der Vuelta a España 2025 findet am 3. September 2025 statt. Sie führt die 80. Austragung des spanischen Etappenrennens durch die Hügel des Baskenlandes. Der 157,4 Kilometer lange Abschnitt führt dabei über sieben Bergwertungen, wobei Bilbao als Start- und Zielort dient. Nach der Zielankunft werden die Fahrer insgesamt 1761,1 Kilometer absolviert haben, was 55,2 % der Gesamtdistanz der Rundfahrt entspricht.

## Streckenführung
Kurz nach dem Start in Bilbao beginnt die Auffahrt auf die Alto de Laukitz (218 m), die nach fünf Kilometern in der Ortschaft Unbe-Mendi abgenommen wird. Sie gilt als Bergwertung der 3. Kategorie. Danach geht es auf welligem Terrain über Mungia nach Urkizaur, wo die Fahrer die Küste des Atlantik erreichen. Nun geht es in Richtung Osten auf die Alto de Sollube (377 m), die nach 26,2 Kilometern eine weitere Bergwertung der 3. Kategorie darstellt. Im Anschluss führt die Strecke von Bermeo über Gernika ins Landesinnere, ehe es über Munitibar-Arbatzegi Gerrikaitz auf den Balcón de Bizkaia (430 m) geht, der den höchsten Punkt der BI-3231 darstellt. Nach 63,2 Kilometern wird hier ebenfalls eine Bergwertung der 3. Kategorie abgenommen, bevor es bergab nach Muxika geht. Unmittelbar darauf beginnt die Straße erneut zu steigen und die Fahrer nehmen die Alto de Morga (326 m) in Angriff, die sich südlich von Morga auf der BI-2723 befindet. Dieser Anstieg der 3. Kategorie wird nach 86,1 Kilometern überquert. Im Anschluss geht es zurück ins Umland von Bilbao, wo das Finale auf zwei Schleifen ausgefahren wird.
Kurz vor Bilbao biegen die Fahrer in Bengoetxe Auzoa rechts auf die Alto del Vivero (403 m) ab, die im Finale zweimal aus südlicher Richtung befahren wird. Sie weist auf einer Länge von 4,2 Kilometern eine durchschnittliche Steigung von 8,3 % auf. Sie gilt als Bergwertung der 2. Kategorie und wird 53 Kilometer vor dem Ziel das erste Mal passiert. Auf der BI-3732 und BI-3741 geht es nun bergab nach Bilbao, wo 37,8 Kilometer vor dem Ziel die erste Zieldurchfahrt erfolgt. Dabei wird der einzige Zwischensprint ausgefahren. Danach geht es zurück nach Bengoetxe Auzoa, von wo aus die Alto del Vivero zum zweiten Mal in Angriff genommen wird. Die Kuppe wird 24,1 Kilometer vor dem Ziel überquert, ehe die nachfolgende Abfahrt ins nördliche Lezama führt. Nun dreht die Fahrtrichtung gen Westen und die Fahrer gelangen zum Flughafen Bilbao, wo in Izartza die Auffahrt auf die Alto de Pike (215 m) erfolgt. Dieser 2,3 Kilometer lange Anstieg weist eine durchschnittliche Steigung von 8,9 % auf und beinhaltet Rampen von bis zu 20 %. Auf der Kuppe wird 7,8 Kilometer vor dem Ziel eine Bergwertung der 3. Kategorie sowie ein Bonussprint ausgefahren, ehe es auf der BI-3741 und BI-604 bergab nach Bilbao geht. Hier befindet sich das Ziel auf der Gran Vía de Don Diego López de Haro vor dem Plaza de Federico Moyúa.
|                            | Ort               | Kilometer | Länge (km) | Höhe (m) | Ø Steigung |
| -------------------------- | ----------------- | --------- | ---------- | -------- | ---------- |
| Start                      | Bilbao            | 0,0       |            |          |            |
| Bergwertung (3. Kategorie) | Alto de Laukitz   | 5         | 3,9        | 218      | 4,7 %      |
| Bergwertung (3. Kategorie) | Alto de Sollube   | 26,2      | 7,2        | 377      | 4,1 %      |
| Bergwertung (3. Kategorie) | Balcón de Bizkaia | 63,2      | 4,3        | 430      | 5,4 %      |
| Bergwertung (3. Kategorie) | Alto de Morga     | 86,1      | 8,2        | 326      | 3,5 %      |
| Bergwertung (2. Kategorie) | Alto del Vivero   | 104,4     | 4,2        | 403      | 8,3 %      |
| Zwischensprint             | Bilbao            | 119,6     |            |          |            |
| Zieldurchfahrt             | Bilbao            | 119,6     |            |          |            |
| Bergwertung (2. Kategorie) | Alto del Vivero   | 133,3     | 4,2        | 403      | 8,3 %      |
| Bergwertung (3. Kategorie) | Alto de Pike      | 149,6     | 2,3        | 215      | 8,9 %      |
| Bonussprint                | Alto de Pike      | 149,6     |            |          |            |
| Ziel                       | Bilbao            | 157,4     |            |          |            |

## Ergebnis
| \| Etappenergebnis \| Etappenergebnis \| Etappenergebnis \| Etappenergebnis \| Etappenergebnis \| \| Fahrer \| Fahrer \| Land \| Team \| Zeit \| \| --------------- \| --------------- \| --------------- \| --------------- \| --------------- \| |        |      |      |      |
| |        |      |      |      |
| Quelle: ProCyclingStats |        |      |      |      |
| Etappenergebnis |        |      |      |      |
| Fahrer | Fahrer | Land | Team | Zeit |

## Gesamtstände
| \| Gesamtwertung \| Gesamtwertung \| Gesamtwertung \| Gesamtwertung \| Gesamtwertung \| \| Fahrer \| Fahrer \| Land \| Team \| Zeit \| \| ------------- \| ------------- \| ------------- \| ------------- \| ------------- \| |        |      |      |      |
| |        |      |      |      |
| Quelle: ProCyclingStats |        |      |      |      |
| Gesamtwertung |        |      |      |      |
| Fahrer | Fahrer | Land | Team | Zeit |

| Punktewertung | Punktewertung | Punktewertung | Punktewertung | Punktewertung |
| Fahrer        | Fahrer        | Land          | Team          | Punkte        |
| ------------- | ------------- | ------------- | ------------- | ------------- |

| Bergwertung | Bergwertung | Bergwertung | Bergwertung | Bergwertung |
| Fahrer      | Fahrer      | Land        | Team        | Punkte      |
| ----------- | ----------- | ----------- | ----------- | ----------- |

| Nachwuchswertung | Nachwuchswertung | Nachwuchswertung | Nachwuchswertung | Nachwuchswertung |
| Fahrer           | Fahrer           | Land             | Team             | Zeit             |
| ---------------- | ---------------- | ---------------- | ---------------- | ---------------- |

| Mannschaftswertung | Mannschaftswertung | Mannschaftswertung | Mannschaftswertung |
| Team               | Team               | Land               | Zeit               |
| ------------------ | ------------------ | ------------------ | ------------------ |